# Victoria (Rumänien)

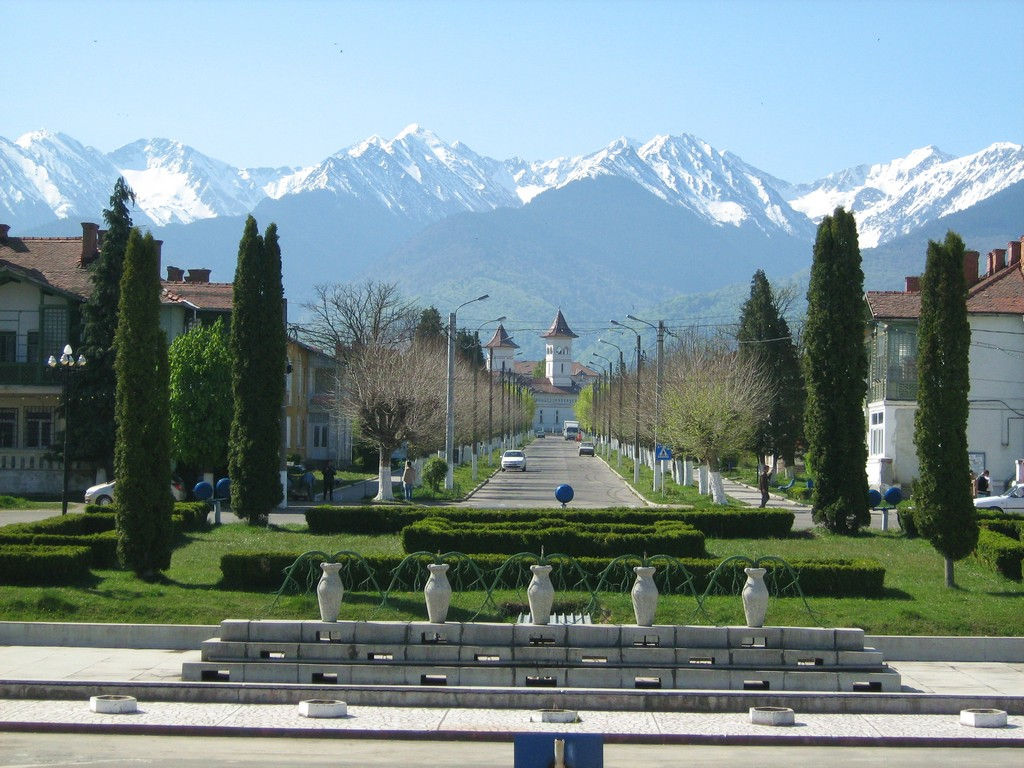
Victoria

Victoria (deutsch Viktoriastadt, ungarisch Viktóriaváros) ist eine Kleinstadt in Rumänien und liegt in der Region Siebenbürgen im Kreis Brașov.

## Geographische Lage
Victoria liegt sieben Kilometer südlich von Ucea und südwestlich der Stadt Făgăraș. Die Stadt besitzt eine Bergwacht und liegt am Fuße des Făgăraș-Gebirges in den Transsilvanischen Alpen. Der Chemiebetrieb S.C. VIROMET S.A ist wirtschaftlich für den Ort prägend. 

## Geschichte
Die Stadt wurde 1948 als so genanntes Industriezentrum gegründet. Gemäß einem Reisebericht aus dem Jahr 1996 wird die Stadt auch offiziell Orașul Victoria genannt. Sie sei durch Plattenbausiedlungen geprägt.
Weihnachten 2000 wurde ein fünfstöckiger Neubau für 170 Waisenkinder seiner Bestimmung übergeben. Nach einjähriger Bauzeit konnte das Heim, das – nach dem Ehemann der weltbekannten Violinistin Anne-Sophie Mutter benannt – den Namen Dr. Detlef Friedrich Wunderlich-Haus trägt, fertiggestellt werden. Die Stadt besitzt auch eine Fachoberschule.

## Söhne und Töchter der Stadt
- Cosmin Băcilă (* 1983), rumänischer Fußballspieler